# Кінець світу (Доктор Хто)
Кінець світу (англ. The End of the World) — другий епізод першого сезону поновленого британського телесеріалу «Доктор Хто». Сценарій було написано виконавчим продюсером Рассел Ті Девісом, режисером була Еврос Лін. Уперше епізод було показано на телеканалі BBC One 2 квітня 2005 року. У даному епізоді уперше з'явились Кассандра О'Браєн та Обличчя Бо. Він був переглянутий близько 7,97 мільйонами глядачів у Великій Британії.

## Короткий огляд
Дев'ятий Доктор забирає свою нову супутницю Роуз Тайлер до п'ятимільярдного року, щоб показати, як Сонце розширюється та знищує Землю. Цей захід проходить на Платформі №1 з найбагатшими істотами того часу, які спостерігають за руйнуванням Землі, але загадкові металеві павуки, подаровані іншим гостям Сповідниками повторного міму, таємно проникають і наносять шкоду станції.

## Сюжет
У першій поїздці Роуз у TARDIS Доктор переносить їх до космічної станції, що обертається навколо Землі через п'ять мільярдів років. Протягом того часу, як вони здивовано оглядають станцію, Сонце частково розширюється. Доктор говорить Роуз: «Ласкаво прошу до кінця світу».
Також він їх розповідає, що на Землі давно відсутнє будь-яке життя. Людство покинуло його давно, і планету отримав у власність Національний трест. Вони використовували гравітаційні супутники, щоб стримувати розширення Сонця, але гроші закінчилися, тому Сонце остаточно проковтне Землю. Це відбудеться через півгодини, за чим слідкуватимуть найбагатші жителі Всесвіту. Станція автоматизована та обслуговується синьошкірими гуманоїдами.

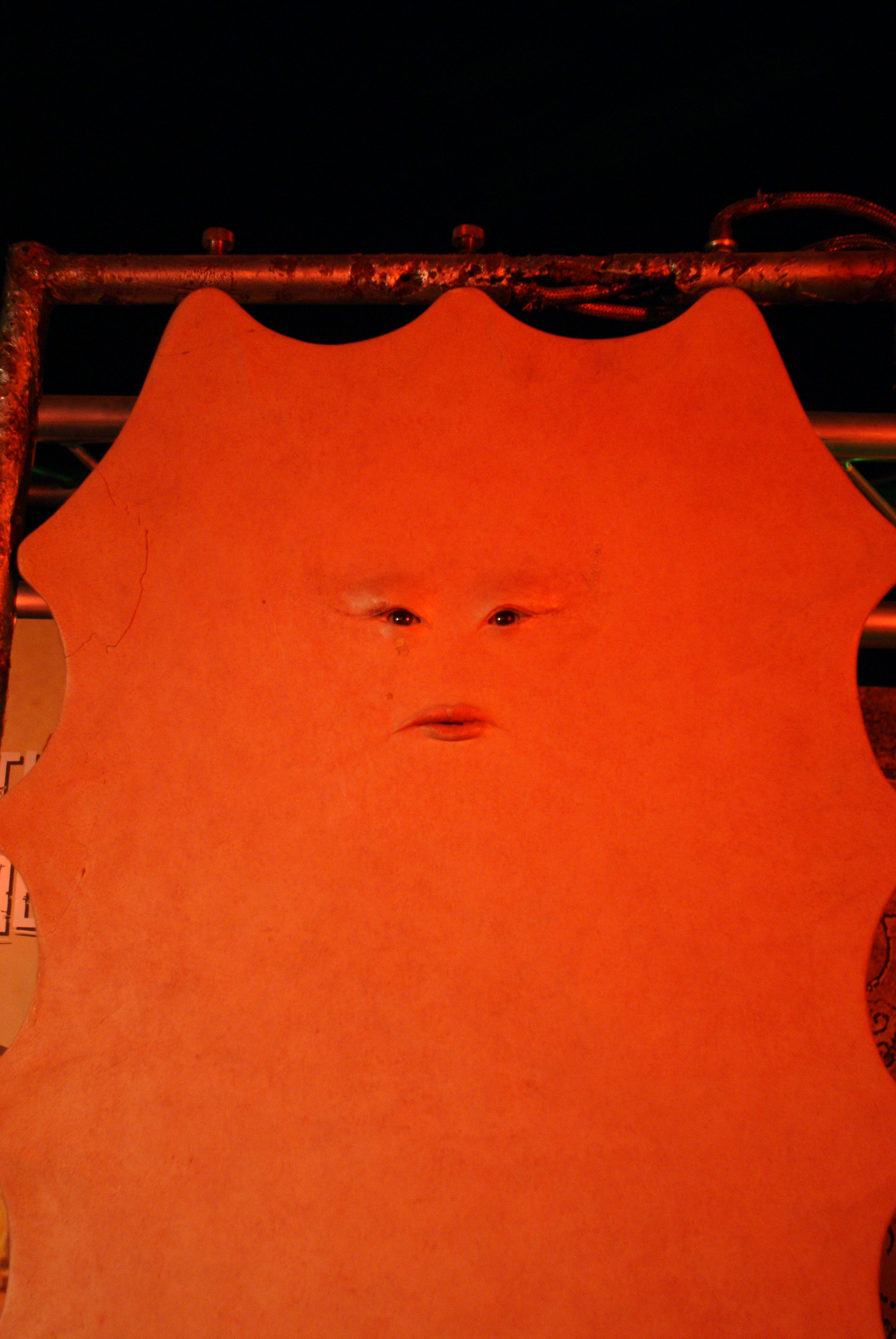
Кассандра О'Брайен на виставці «Doctor Who Experience»

Зустрічаючи синьошкірого дворецького, який керує Платформою № 1, Доктор переконує його, що він та Роуз є запрошеними, використавши психічний папір. Інші гості приїжджають, включаючи Мокса з Балхуну, Обличчя Бо, живі гуманоїдні дерева з Лісу Чіму (предки яких виникли на Землі), групу Сповідників повторного міму та останню живу людину — леді Кассандру О'Браєн.Δ17. Гості обмінюються подарунками, зокрема Сповідники повторного міму роздають подарунки «миру» у вигляді металевих кульок.
Кассандра також приносить подарунки: останнє страусове яйце та «iPod» (насправді музичний автомат) з давньої Землі. Роуз дивується, коли автомат грає «класичну» музику — пісню «Tainted Love» від Soft Cell та залишає залу. В іншому місці Роуз веде коротку розмову із сантехніком станції на ім'я Раффа́ло. Після того, як Роуз повертається до зали, Раффало помічає павукоподібних роботів у вентиляції, які схоплюють її та тягнуть усередину. Павуки з'являються з металевих кульок, подарованих Сповідниками повторного міму. Вони незабаром проникають по всій станції, зупиняючи роботу її систем.

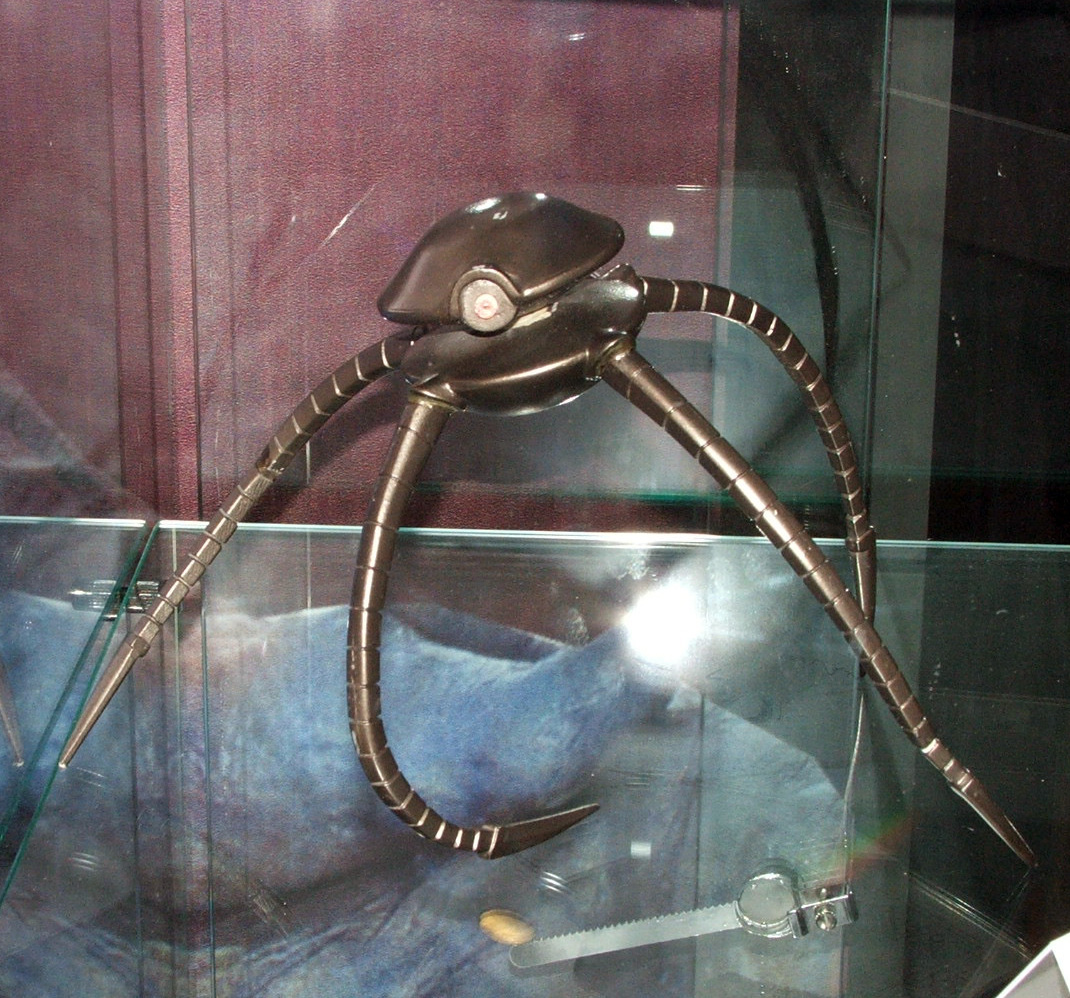
Робот павук на виставці «Doctor Who Experience»

Станція починає помітно вібрувати унаслідок дій роботів. Дворецький, шукаючи причину поломки, гине, коли робот-павук знімає сонячний фільтр у його кімнаті. Доктор вирішує знайти причину вібрацій, і Джейб пропонує показати йому розташування коридорів технічного обслуговування. Після розмови з Кассандрою, Роуз гидує нею та ображає її. Унаслідок цього Сповідники повторного міму атакують Роуз і залишають без свідомості. Під час цього Доктор продовжує разом з Джейб шукати причину поломок.
Коли Роуз прокидається, виявляється, що її перенесли в зачинену кімнату, в якій поступово спускається сонячний фільтр. Доктор чує її крики про допомогу та повертає фільтр на місце. Повернувшись до головної зали, Доктор виявляє, що Сповідники повторного міму, які принесли павуків, є роботами, а головною винуватицею подій є Кассандра. Вона планувала створити ситуацію з нападом та стати однією із заручників для того, щоби пізніше вимагати компенсації та мати змогу сплатити за подальші пластичні операції. Кассандра наказує павукам вимкнути силове поле, що захищає станцію та телепортується з неї разом зі своїми підлеглими.

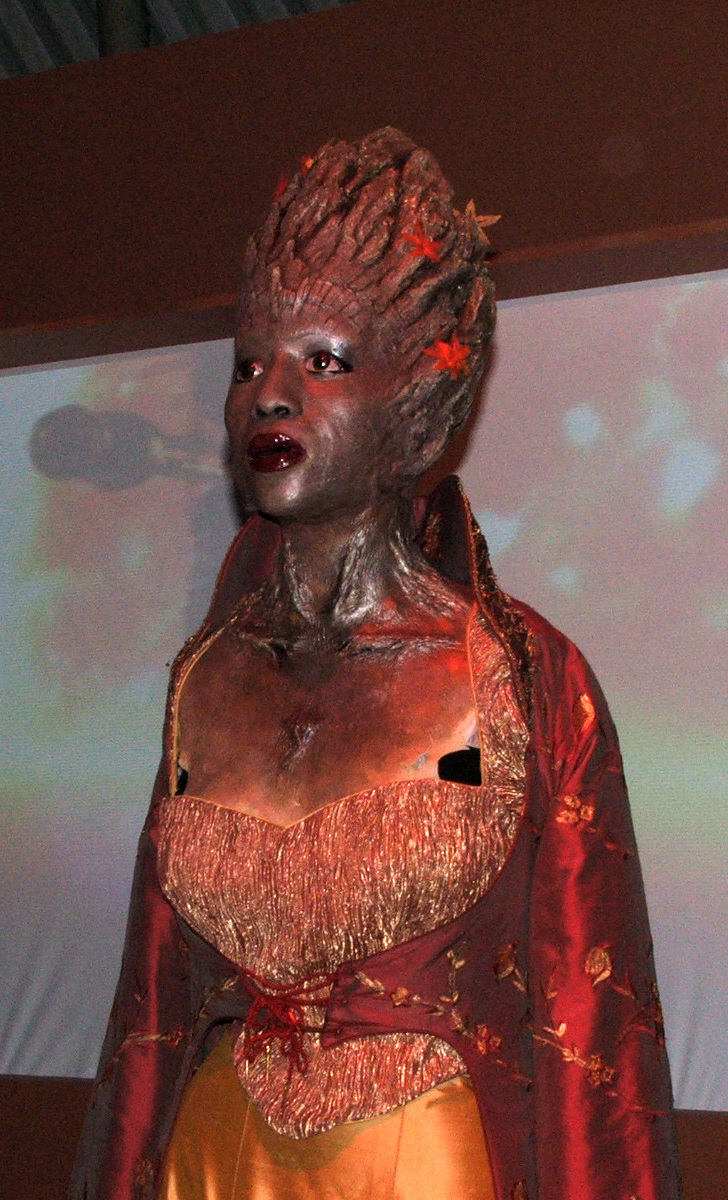
Джейб на виставці «Doctor Who Experience»

Доктор та Джейб кидаються назад до системи кондиціонування протягом тих кількох хвилин, поки Сонце спалює Землю та станцію. Перемикач, що відновить комп'ютерну систему станції, знаходиться на іншому кінці платформи, блокованої гігантськими обертовими вентиляторами. Джейб наполягає на тому, щоби вона тримала перемикач, який зупиняє вентилятори, і який знаходиться поруч, для того, щоби Доктор оминув їх та поновив роботу системи. Доктор виступає проти цього, але у підсумку погоджується на пропозицію та натискає на перемикач скидання системи. Джейб згоряє унаслідок підвищення температури після вимикання кондиціонування.
Повернувшись до головної зали, Доктор телепортує Кассандру назад без її слуг. Через відсутність зволоження Кассандра висихає та вибухає, залишивши від себе лише бак із мозком.
Роуз сумує через те, що унаслідок небезпеки, руйнування Землі насправді ніхто не бачив. Доктор повертає її до сьогодення в TARDIS. Він зізнається, що його рідна планета була спалена як Земля, але під час війни. Він останній, хто вижив з володарів часу.

## Знімання епізоду
«Кінець світу» був задуманий як навмисне дорогий епізод, щоб показати, наскільки новий доктор може зробити. Платформа №1 була розроблена так, щоб виглядати як «готель для найвдаліших, найбагатших та найвпливовіших прибульців у Всесвіті». Platform One was designed to be like a "hotel for the most poshest, richest, and influential aliens in the universe". Виконавчий продюсер Рассел Ті Девіс заявив, що характер Кассандри був натхненний різкими косметичними процедурами, які проводили жінки-знаменитості. Одною із цілей епізоду був показ того, що Доктор є останнім з представників свого народу.
«Кінець світу» був запланований у рамках другого виробничого блоку разом з «Невгамовними мерцями». Сцена з Каміллою Кодурі в ролі Джекі Тайлер була знята заздалегідь під час першого продюсерського блоку, оскільки вона ось-ось мала би стати недоступною, унаслідок роботи над фільмом «Бізнес». Сцена була знята в блоці Q2 у Ньюпорті 7 вересня 2004 року.
Основний запис епізоду розпочався в студії в блоці Q2 з 22 вересня.
Через складнощі з анімацією Кассандри, деякі сцени епізоду були опущені. Для компенсації Девіс придумав персонажа робітника Раффало, а сцени між Раффало та Роуз були зняті в Храмі миру 19 лютого 2005 року. Девіс жартував, що більше ніколи не буде такого дорогого епізоду (через значне використання CGI). Кассандра та павуки-роботи були повністю створені з використанням CGI. Епізод містить 203 сцени з візуальними ефектами, які були зняті протягом восьми тижнів, порівняно з «близько 100» у фільмі «Гладіатор». До зйомки «Весілля Рівер Сонг» (2011), жоден епізод «Доктор Хто» не містить стільки кадрів зі спецефектами.

## Трансляція та відгуки
Згідно з інтерв'ю Расселла Ті Девіса, він вимагав одночасної трансляції цього епізоду з попереднім епізодом «Роуз», але даний запит був надісланий занадто пізно перед показом. Нічні оцінки показували, що епізод «Кінець світу» був переглянутий 7,3 мільйонами глядачів у Великій Британії, що нижче на 2,6 мільйони, аніж прем'єра серіалу. Після підрахунку остаточного рейтингу, число переглядів було оцінено у 7,97 мільйонів.
Арнольд Т. Блумбург в журналі «Now Playing» дав оцінку «A-» даному епізоду, хвалячи акторську гру Екклестона та Пайпер, і розкриття героїв, яких вони грали. Однак він відчув, що кульмінаційний момент потерпає від проблем зі швидкістю сцен епізоду.